# Montcet
Montcet település Franciaországban, Ain megyében. Lakosainak száma 715 fő (2022. január 1.). Montcet Buellas, Montracol, Polliat és Vandeins községekkel határos.

## Népesség
A település népességének változása:
| Lakosok száma | 311  | 290  | 420  | 647  | 659  | 667  | 691  | 702  | 708  | 715  |
|               | 1968 | 1982 | 1990 | 2006 | 2013 | 2015 | 2017 | 2019 | 2020 | 2022 |